# Bitwa pod Wernyhorodkiem

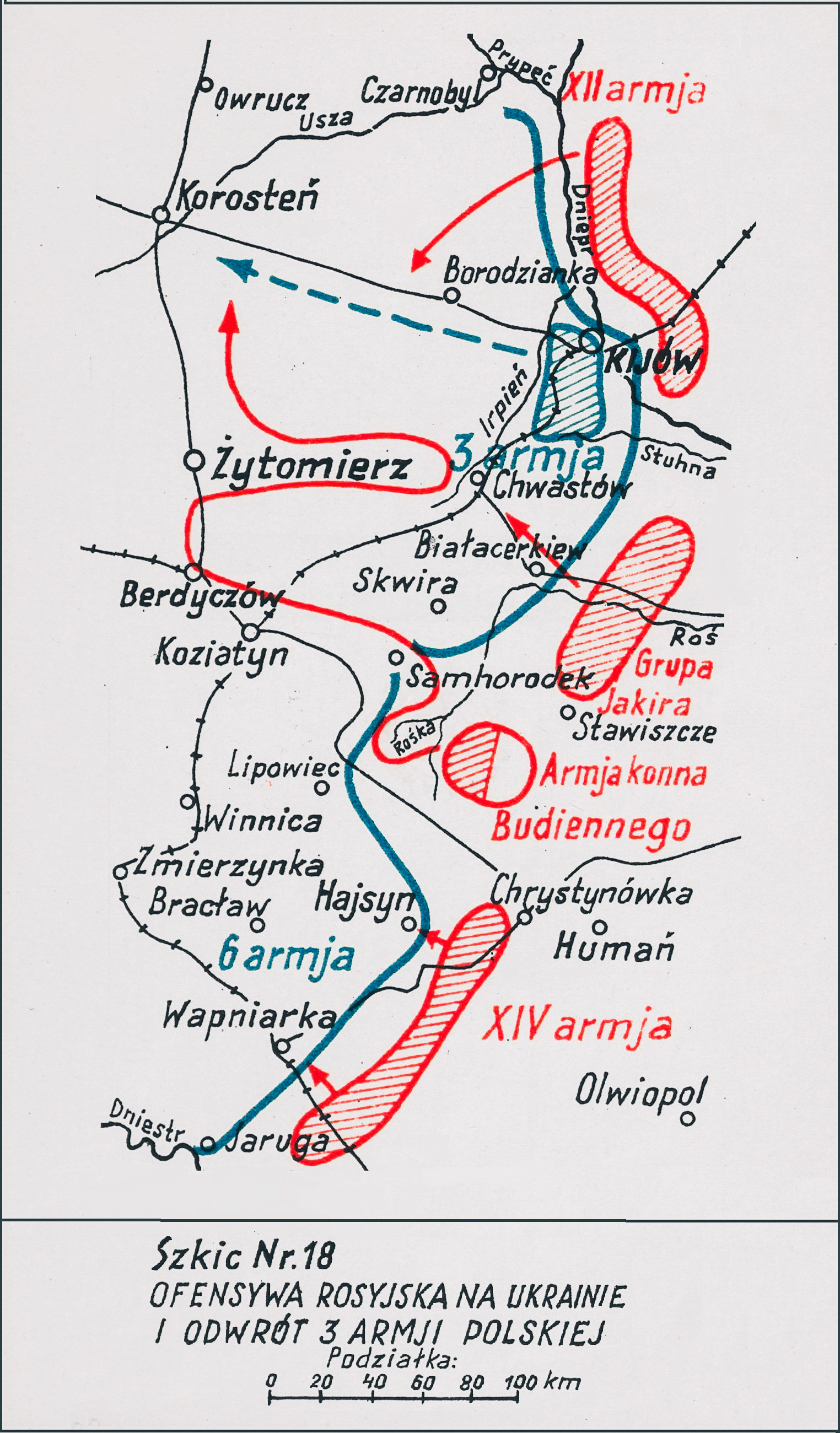
Adam Przybylski,
Wojna Polska 1918–1921

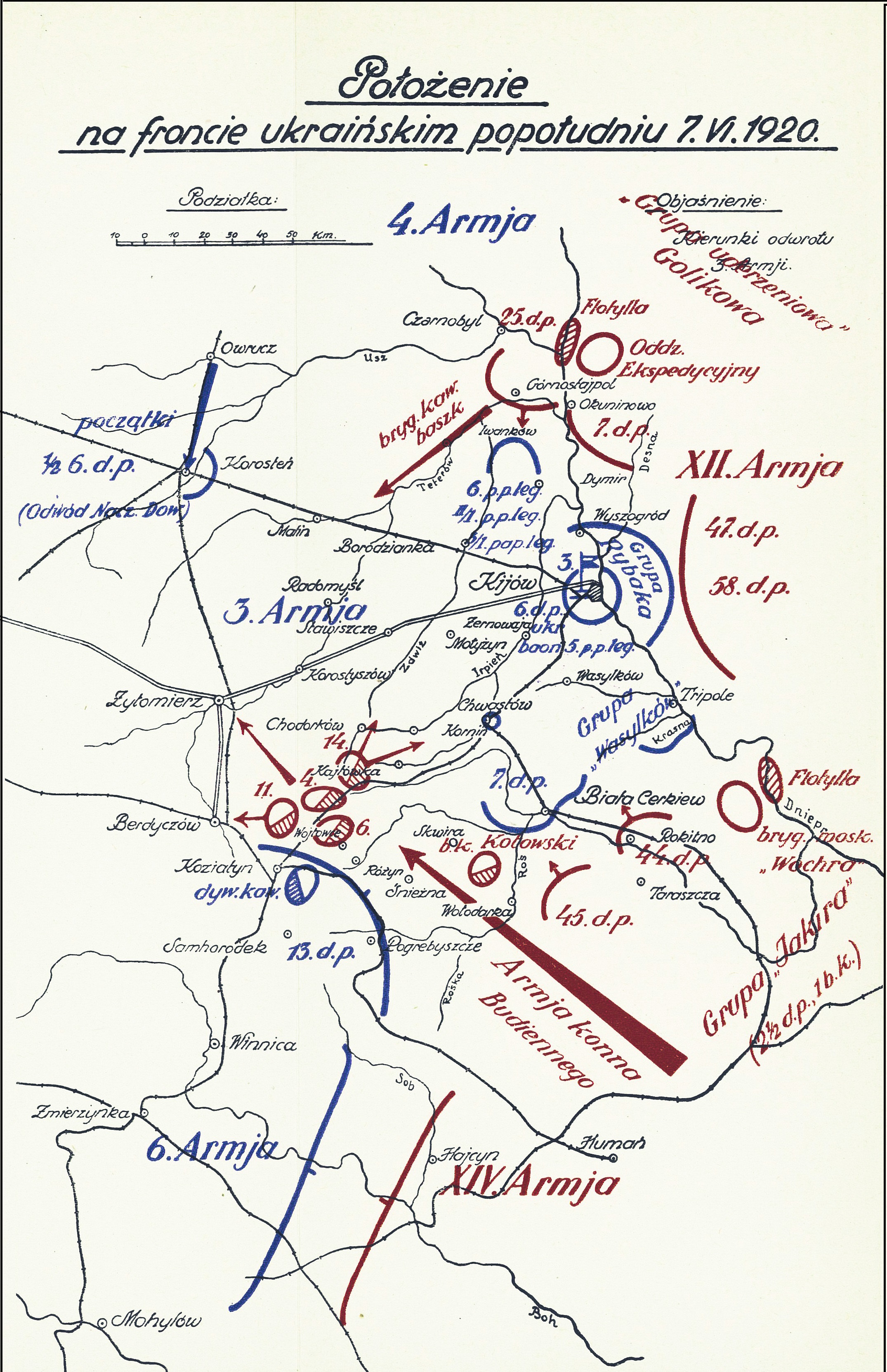
Gen. Tadeusz Kutrzeba
Wyprawa kijowska 1920 roku

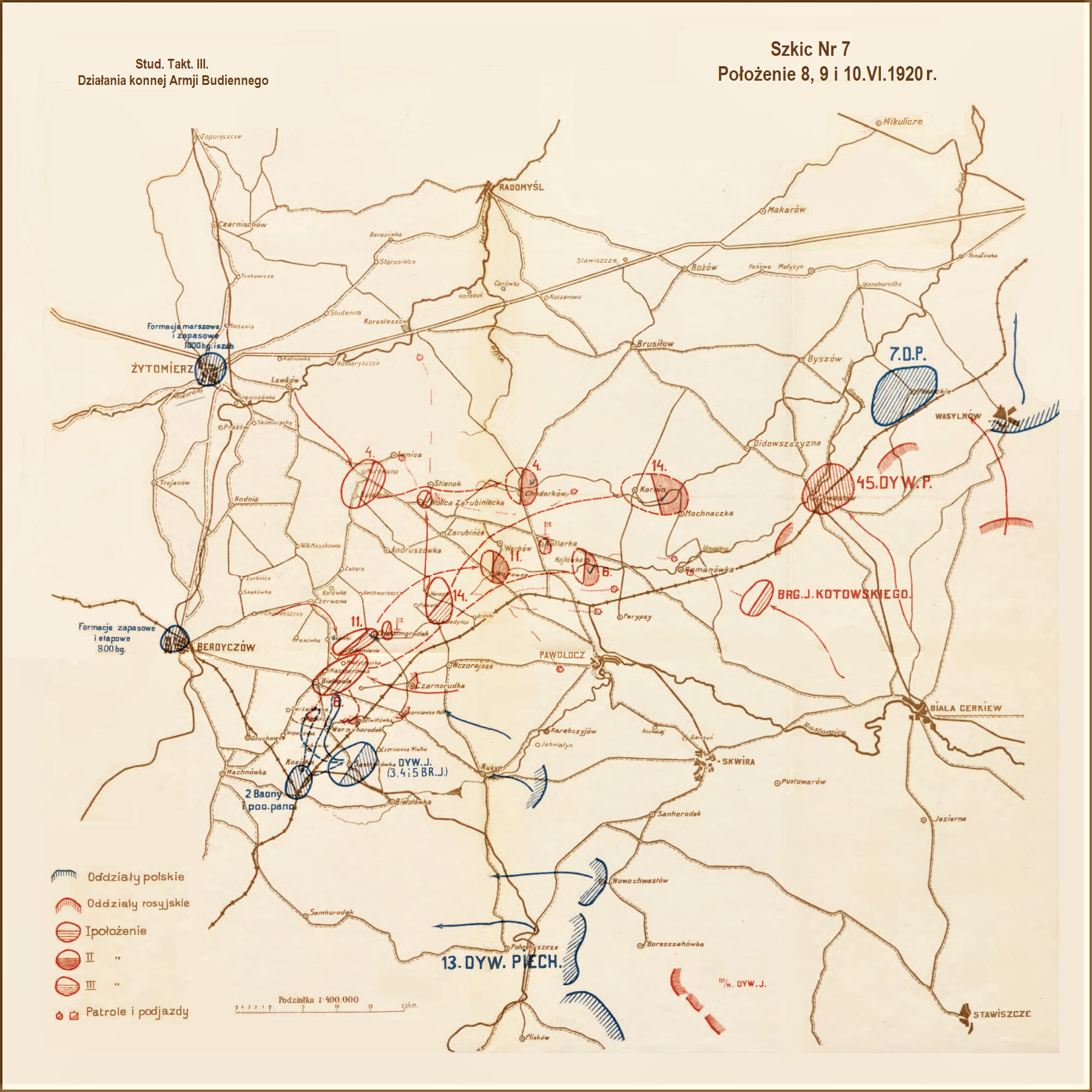
Mieczysław Biernacki,
Działania armji konnej Budiennego w kampanji polsko-rosyjskiej 1920 r.

Bitwa pod Wernyhorodkiem – walki polskiej Dywizji Jazdy gen. Aleksandra Karnickiego z oddziałami sowieckich 6. i 11 Dywizji Kawalerii ze składu  1 Armii Konnej Siemiona Budionnego toczone w okresie ofensywy Frontu Południowo-Zachodniego w czasie wojny polsko-bolszewickiej.

## Sytuacja ogólna
Po spektakularnym sukcesie wojsk polskich na Ukrainie i zajęciu 7 maja 1920 Kijowa, front ustabilizował się na linii od Prypeci, wzdłuż Dniepru, przez Białą Cerkiew, Skwyrę, Lipowiec, Bracław, Wapniarkę do Jarugi nad Dniestrem.
Armia Czerwona wykorzystała zastoju na reorganizację sił i przygotowanie ofensywy. W rejon działań przybyła 1 Armia Konna Siemiona Budionnego. 26 maja rozpoczęła się sowiecka ofensywa na Ukrainie, a już 5 czerwca trzy dywizje sowieckiej 1 Armii Konnej przełamały trwale polski front na odcinku obrony grupy gen. Jana Sawickiego. Pod Samhorodkiem i w rejonie Ozierny powstała luka szerokości około dziesięciu kilometrów. W ciągu kilku godzin 11 Dywizja Kawalerii opanowała rejon Różyna, 4 Dywizja Kawalerii Jahniatyna, a 14 DK Karabczyjowa. 

## Walki pod Wernyhorodkiem
Po przerwaniu frontu polskiego pod Samhorodkiem i Ozierną główne siły 1 Armii Konnej kierowały się na Różyn i Powołoczę. Polska Dywizja Jazdy gen. Aleksandra Karnickiego otrzymała rozkaz opóźniania marszu kawalerii przeciwnika. Dowódca dywizji skoncentrował swoje oddziały w Sestrynówce i 8 czerwca rozpoczął marsz w kierunku na Białopole. W Wernyhorodku 14 pułk ułanów napotkał patrole kozackie i zmusił je do odwrotu. W tym momencie na jego prawe skrzydło uderzyło kilka szwadronów 11 Dywizji Kawalerii. Sowiecka szarża załamała się w ogniu pułkowego szwadronu ckm, a 3 i 4/14 p.uł. ruszył do kontrataku. Kiedy jednak 3 szwadron wyjechał na otwarty teren, dostał się pod silny ogień taczanek, poniósł wysokie straty i kontratak załamał się. Zginął dowódca szwadronu porucznik Harald Westermark.
W południe maszerujący drugą drogą 2 pułk szwoleżerów opanował Radziwiłłówkę. Jednak już godzinę później brygada sowieckiej 6 Dywizji Kawalerii zmusiła pułk do odwrotu w kierunku Koziatyna. Odwrót szwoleżerów skutecznie osłaniał 1 pułk ułanów. Jednak wyprowadzony przez 1 p.uł. kontratak nie powiódł się. Dobrze ustawione sowieckie taczanki  zmusiły ułanów do zajęcia stanowisk na skraju lasu na południe od Wernyhorodka. Ataki i kontrataki z obu stron powtarzały się kilkakrotnie. Około 16.00 pod Wernyhorodkiem skoncentrowane zostały silne oddziały 6. i 11 Dywizji Kawalerii, wsparte artylerią i samochodami pancernymi. Ich natarcie zmusiło 1 pułk ułanów do odwrotu. Wycofał się także z Radziwiłłówki 2 pułk szwoleżerów. Uderzenie dwóch sowieckich dywizji kawalerii spowodowało, że dowódca DJ wydał rozkaz odwrotu całej dywizji w kierunku Koziatyna i Chałaimgródka. Ze stanowisk pod Wierbołozami odwrót osłaniał 14 pułk ułanów, wzmocniony baterią 4 dywizjonu artylerii konnej.

## Bilans walk
Działania Dywizji Jazdy gen. Aleksandra Karnickiego zatrzymały pod Wernyhorodkiem na jeden dzień marsz dwóch dywizji 1 Armii Konnej. W czasie walk oddziały polskiej dywizji zużyły zbyt dużo amunicji, szczególnie artyleryjskiej. W przyszłych walkach musiały mocno oszczędzać pociski artyleryjskie i naboje karabinowe. 
O bitwie pod Wernyhorodkiem tak pisał dowódca dywizji, przedstawiając sztandar 14 pułku Ułanów Jazłowieckich do odznaczenia Orderem Virtuti Militari: 

8 VI pod  Wernyhorodkiem 14-y pułk ułanów wstrzymuje nawałę hord Budionnego i daje możliwość przegrupowania się i koncentracji w tym czasie piechoty 6-tej armii, zabezpieczając jej lewe skrzydło.